# ClojureScript
ClojureScript — реализация языка Лиспа (на диалекте Clojure) с компиляцией в JavaScript, что позволяет использовать Clojure для веб-программирования на стороне клиента.
Из-за отличий между целевыми платформами JVM и JavaScript в ClojureScript представлен собственный диалект Clojure, несколько отличающийся от основной реализации (в частности это касается типов и структур данных). Тем не менее разработка Clojure и ClojureScript ведётся параллельно, в рамках единой команды. ClojureScript, как и базовая реализация Clojure, свободно распространяется на условиях Eclipse Public License.